# Küçükbahçe, Karaburun
Küçükbahçe là một xã thuộc huyện Karaburun, tỉnh İzmir, Thổ Nhĩ Kỳ. Dân số thời điểm năm 2010 là 471 người.